# Tibtenga (Nasséré)
Pour les articles homonymes, voir Tibtenga.
Ne doit pas être confondu avec Tabtenga.
Tibtenga, également appelé Tibtenga-Mossi, est une localité située dans le département de Nasséré de la province de Bam dans la région Centre-Nord au Burkina Faso. En 2006, cette localité comptait 421 habitants dont 55% de femmes.